# Стефано Доменікалі
Стефано Доменікалі (італ. Stefano Domenicali; нар. 11 травня 1965, Імола, Італія) — італійський автомобільний менеджер, президент та виконавчий директор Lamborghini, колишній керівник команди Формули-1 Феррарі (2007—2014).

## Біографія
Доменікалі народився в 1965 році в Імолі. Атестат зрілості отримав у Науковому ліцеї Імола, диплом за спеціальністю Економіка та Комерція в Болонському університеті.
З 1991 року почав працювати в адміністрації компанії Феррарі, а через деякий час був переведений на роботу в гоночну команду. Під його керівництвом було здійснено перетворення траси Муджелло для проведення на ній регулярних тестів Скудерії. В 1995 рік у його було призначено керівником персоналу в спортивному департаменті Феррарі, а з грудня 1996 року став виконувати роль тім-менеджера команди. З 2002 року він був спортивним директором Феррарі.
12 листопада 2007 року було оголошено, що Доменікалі займе пост головного спортивного директора Скудерії Феррарі. На цій посаді він змінив Жана Тодта. 14 квітня 2014 року повідомили що Доменікалі залишив посаду.
15 березня 2016 призначений на посаду президента та головного виконавчого директора Lamborghini, змінівши Стефана Вінкельмана, що перейшов до підрозділу Audi Quattro GmbH.